# Badner Bahn
Badner Bahn či Wiener Lokalbahn nebo také Lokalbahn Wien–Baden (česky Místní dráha Vídeň–Baden) je příměstská vlakotramvajová trať spojující Vídeň s lázeňským městem Baden, které leží 29 kilometrů jižně od rakouské metropole. Provoz na trati zajišťuje společnost Wiener Lokalbahnen (WLB), která společně s dopravním podnikem Wiener Linien patří městskému poskytovateli služeb Wiener Stadtwerke. WLB je také plně integrována do tarifu dolnorakouského dopravního systému Verkehrsverbund Ost-Region (VOR).

## Historie
První úsek budoucí Badner Bahn byl uveden do provozu 29. září 1886, kdy začaly parní nákladní vlaky přepravovat zboží mezí Vídní a Wiener Neudorfef. V roce 1895 byla trať prodloužena do Guntramsdorfu. Nezávisle na tomto úseku došlo již v roce 1873 k zahájení provozu na úseku Baden–Leesdorf, kde jezdily až do elektrifikace v roce 1894 vozy tažené koňmi. K propojení obou tratí a následnému zahájení provozu došlo 11. května 1899. Ve stejném roce byla také otevřena okružní trať Badener Ringlinie, kterou částečně využívaly dnes již neexistující linky do sousedních obcí Bad Vöslau a Rauhenstein. Od 30. dubna 1907 je celá trať Vídeň–Baden elektrifikována.
V meziválečném období byly ve vlacích řazeny jídelní vozy a také došlo k zavedení speciálních kombinovaných jízdenek, které cestující opravňovaly ke vstupu do lázní ležících podél trati v úseku Baden Südbahnhof (dnes Baden Viadukt) – Rauhenstein. Provoz na trati Baden–Rauhenstein byl však kvůli dramatickému úbytku cestujících zastaven už v roce 1936. Na konci druhé světové války byla střídavá napájecí soustava nahrazena stejnosměrnou. Dne 14. února 1951 byl zastaven provoz také na trati Baden – Bad Vöslau.
Současná trať je dlouhá 25 kilometrů a s výjimkou 2,3 kilometru dlouhého úseku v Badenu je zcela dvoukolejná. Vede z náměstí Schedifkaplatz ve 12. vídeňském okresu Meidling do centra Badenu, kde je ukončena na náměstí Josefsplatz. Trať je vybavena železničním zabezpečovacím zařízením a elektrifikovaná stejnosměrným napětím 750 V. V úseku Schedifkaplatz–Schöpfwerk je kolejové propojení s vídeňskou tramvajovou sítí, které umožňuje provozovat přímé spoje mezi vídeňskou konečnou Oper, Karlsplatz a Badenem. Na stejném úseku je také umístěna styková stanice, kde dochází ke změně napájení z 600 V na 750 V. Trať je kolejově propojena s trasou metra U6 a třikrát také s celostátní železniční sítí ÖBB.
Po zrušení vídeňské vozovny Wolfganggasse v roce 2018 se hlavní technické zázemí přesunulo do nového depa Inzersdorf. Druhá vozovna se nachází poblíž zastávky Leesdorf v Badenu.

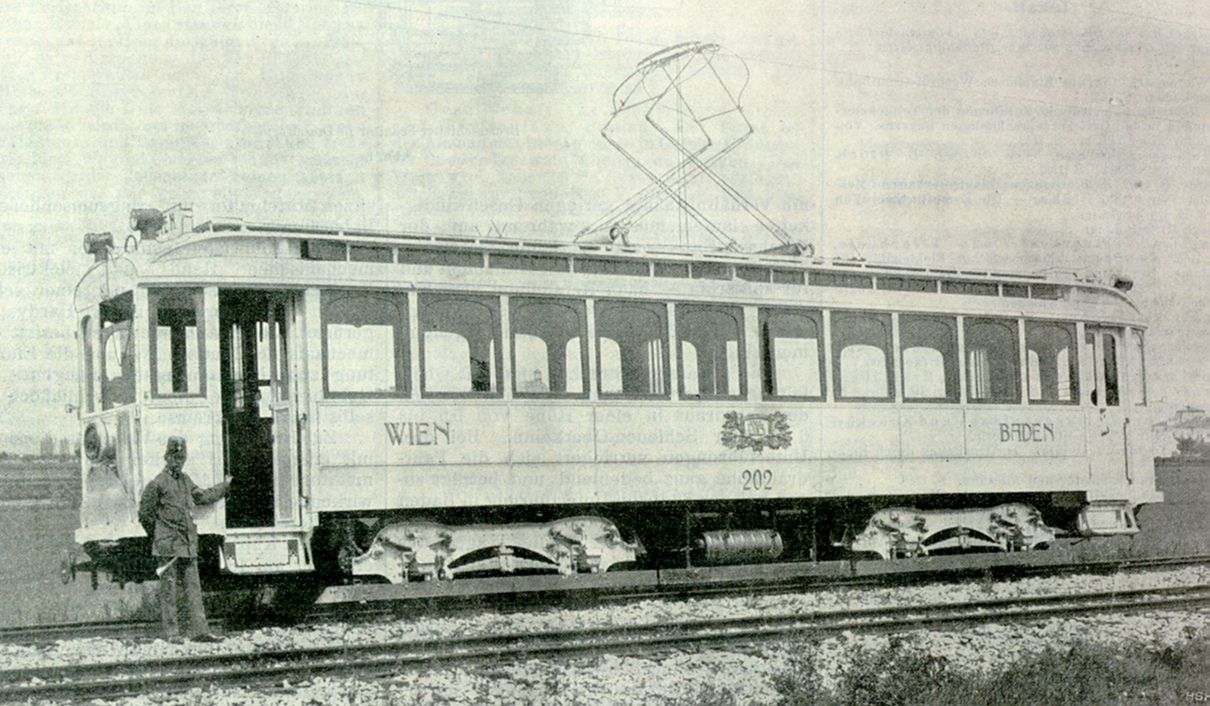
Elektrický vůz z roku 1906
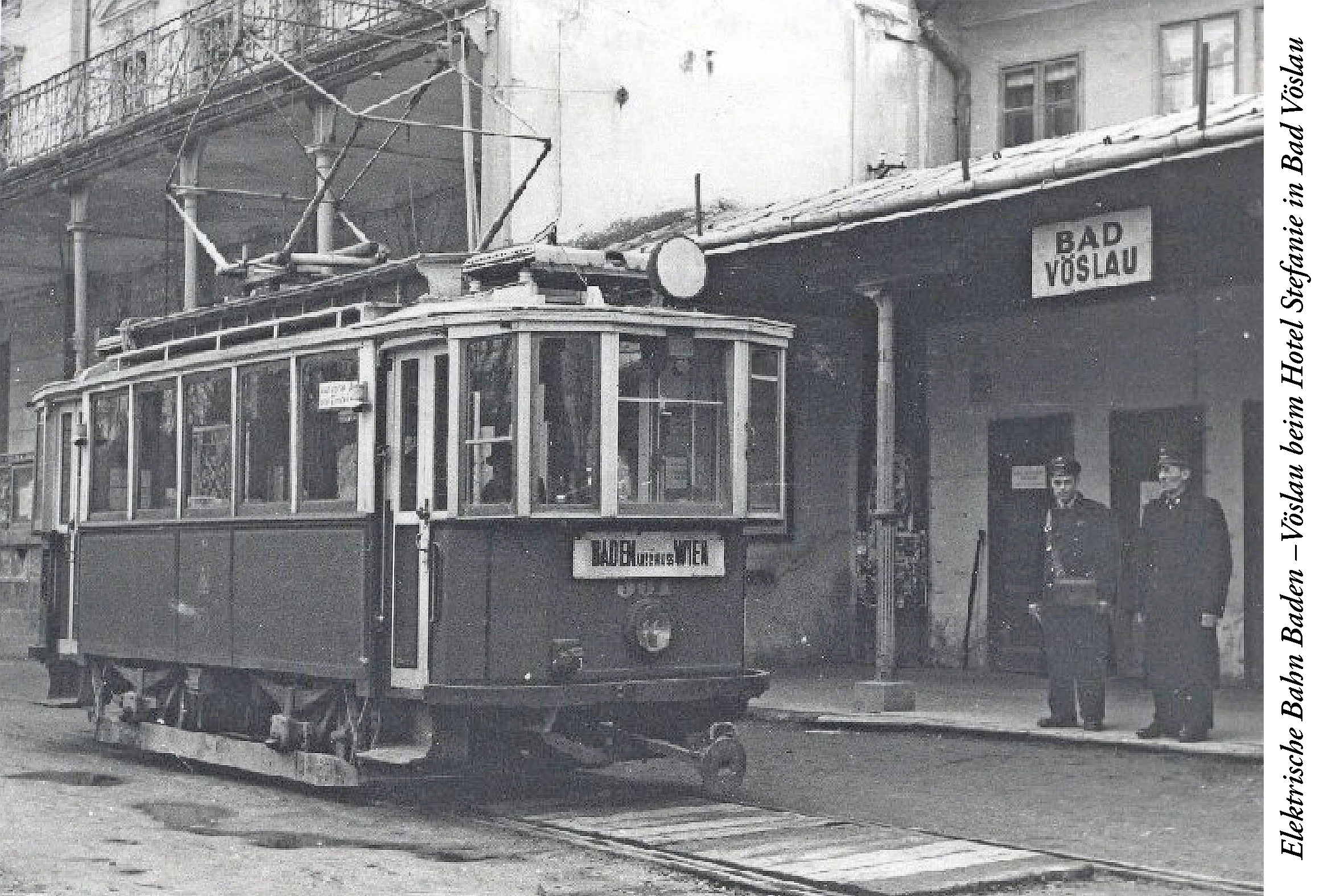
Nádraží Bad Vöslau
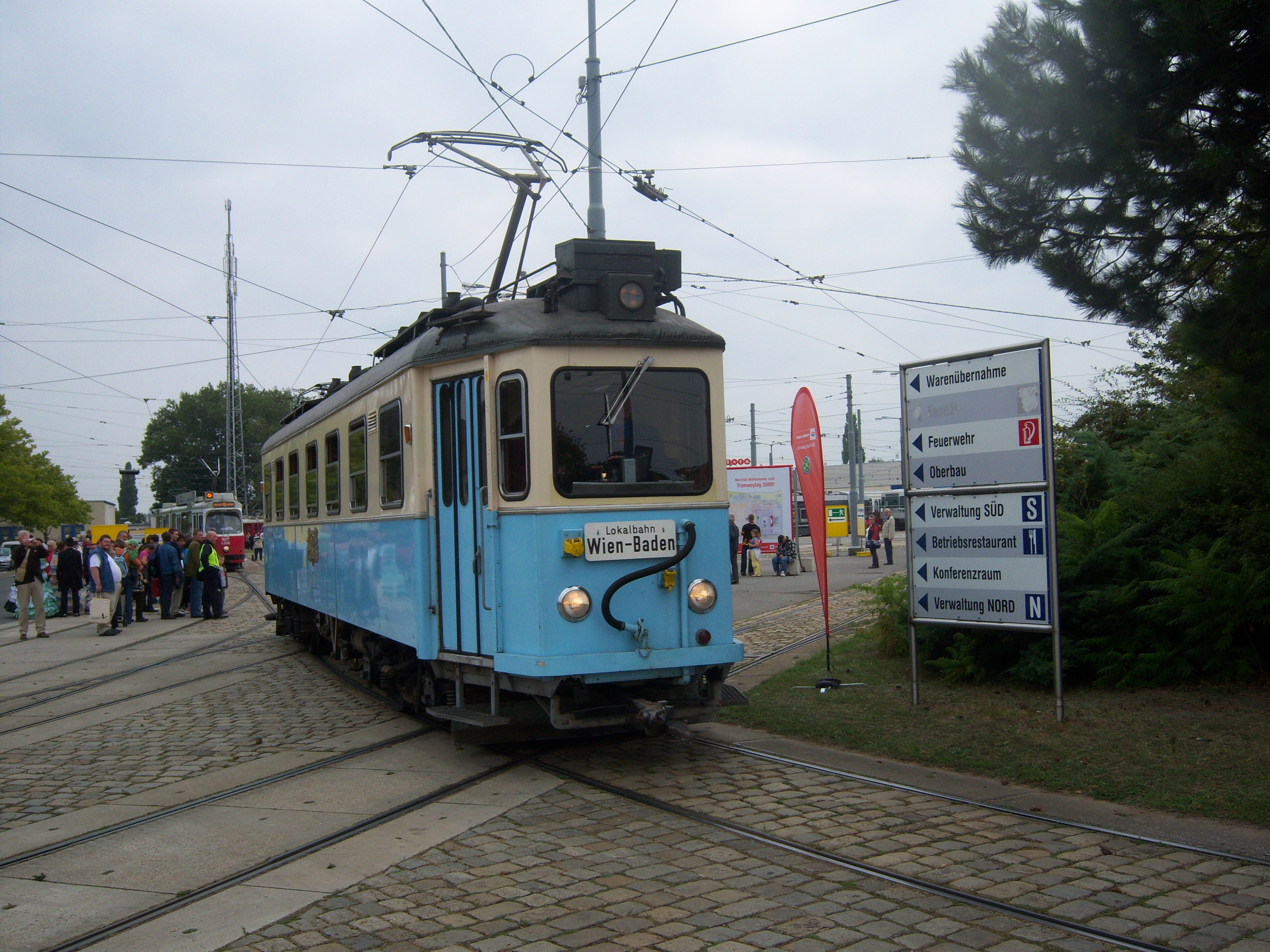
Historický vůz řady 220/230 z roku 1927
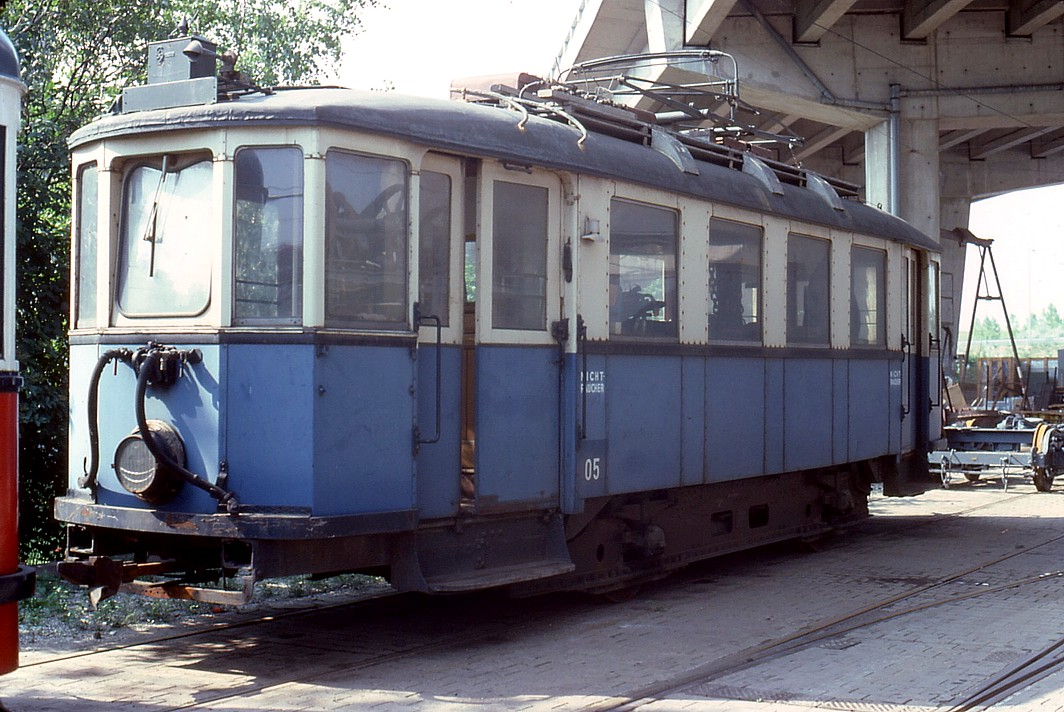
Vůz typu N z roku 1979
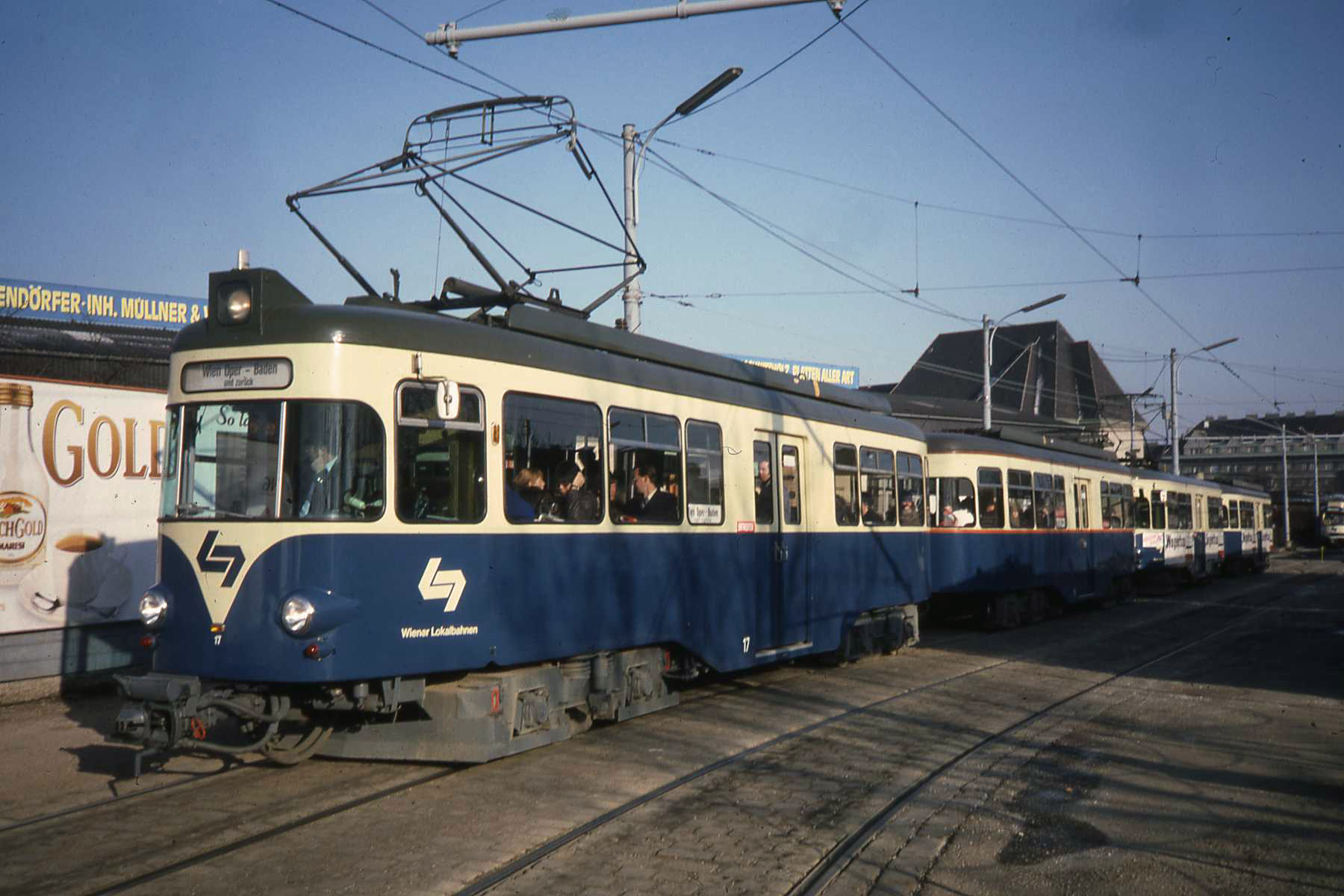
Souprava původem z Kolína nad Rýnem
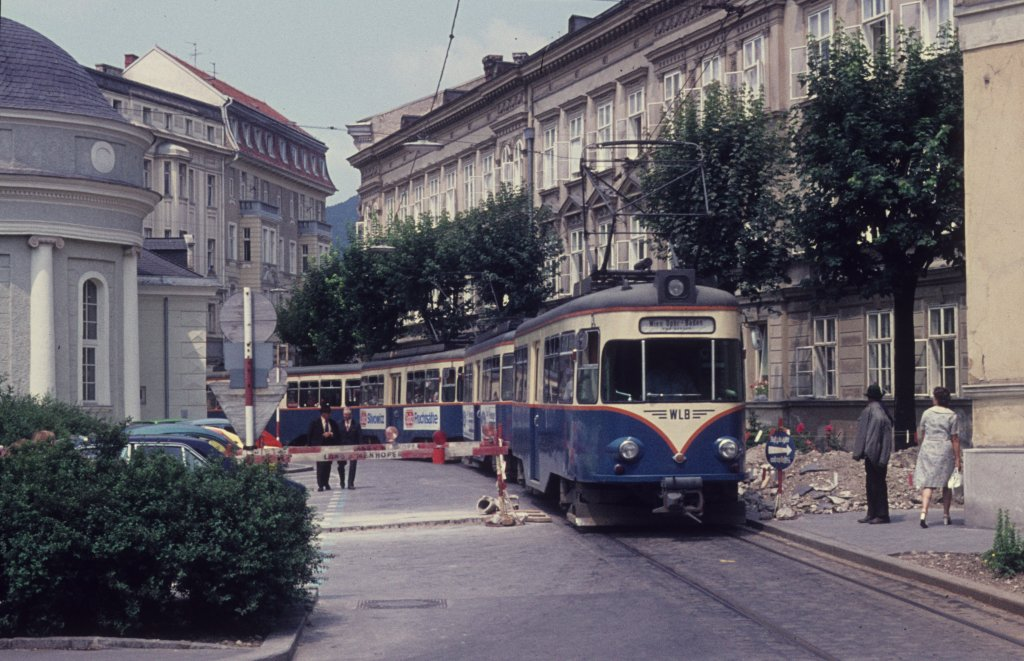
Již neexistující smyčka Baden, Josefplatz
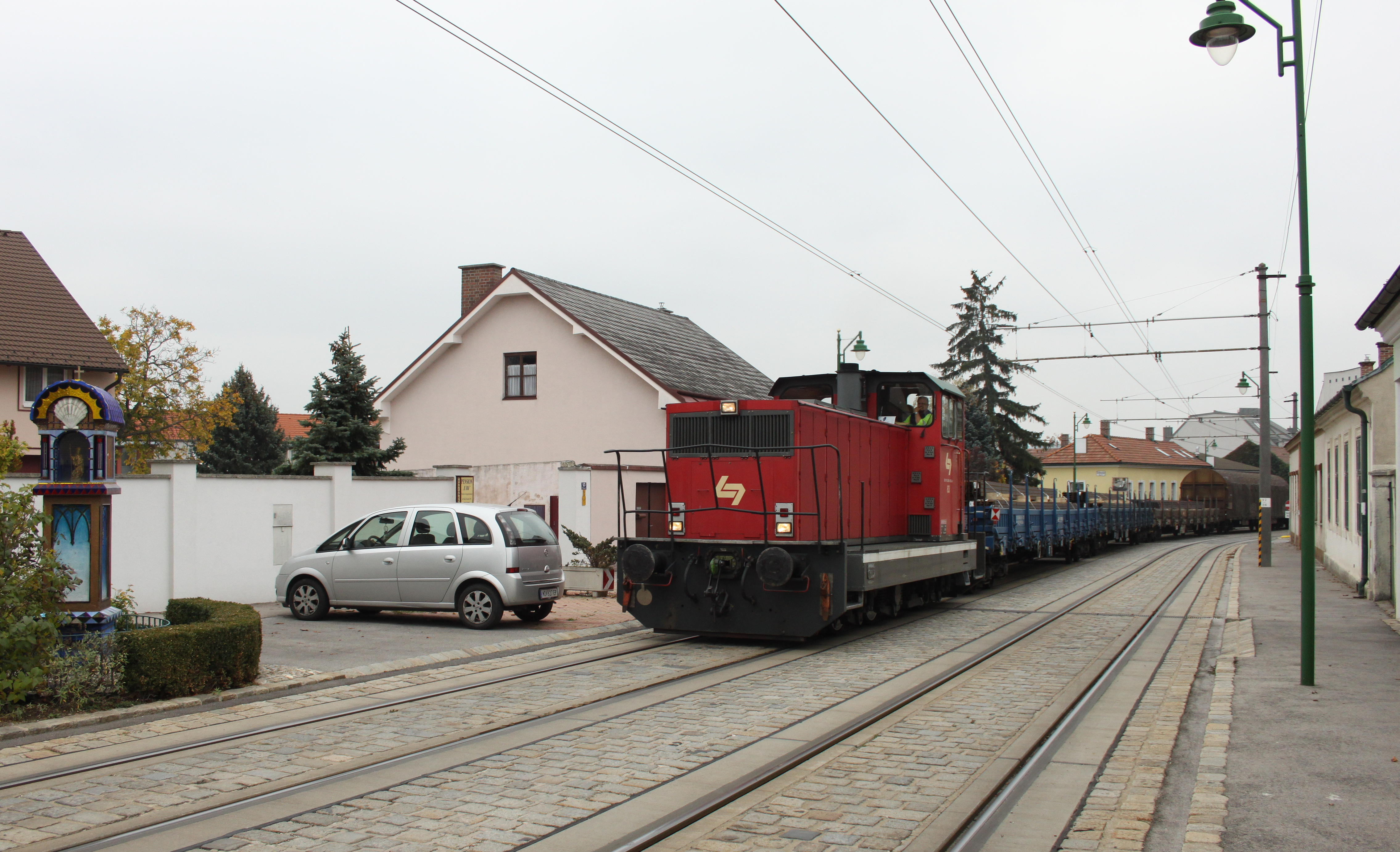
Nákladní vlak využívající Badner Bahn
Schéma linek v centru Badenu

## Provoz
Jízdní doba mezi konečnou u vídeňské Opery a Badenem činí přibližně jednu hodinu. Na trase se nachází 38 zastávek, z nichž 22 leží na samotné Badner Bahn a 16 na tramvajovém úseku ve Vídni. Špičkový interval mezi vídeňskou konečnou Oper, Karlsplatz a Wiener Neudorf je 7–8 minut, na zbylém úseku do Badenu pak 15 minut. Od 22. hodiny jezdí spoje WLB každou půlhodinu. Badner Bahn přepraví každý den kolem 35 000 lidí.

## Vozový park

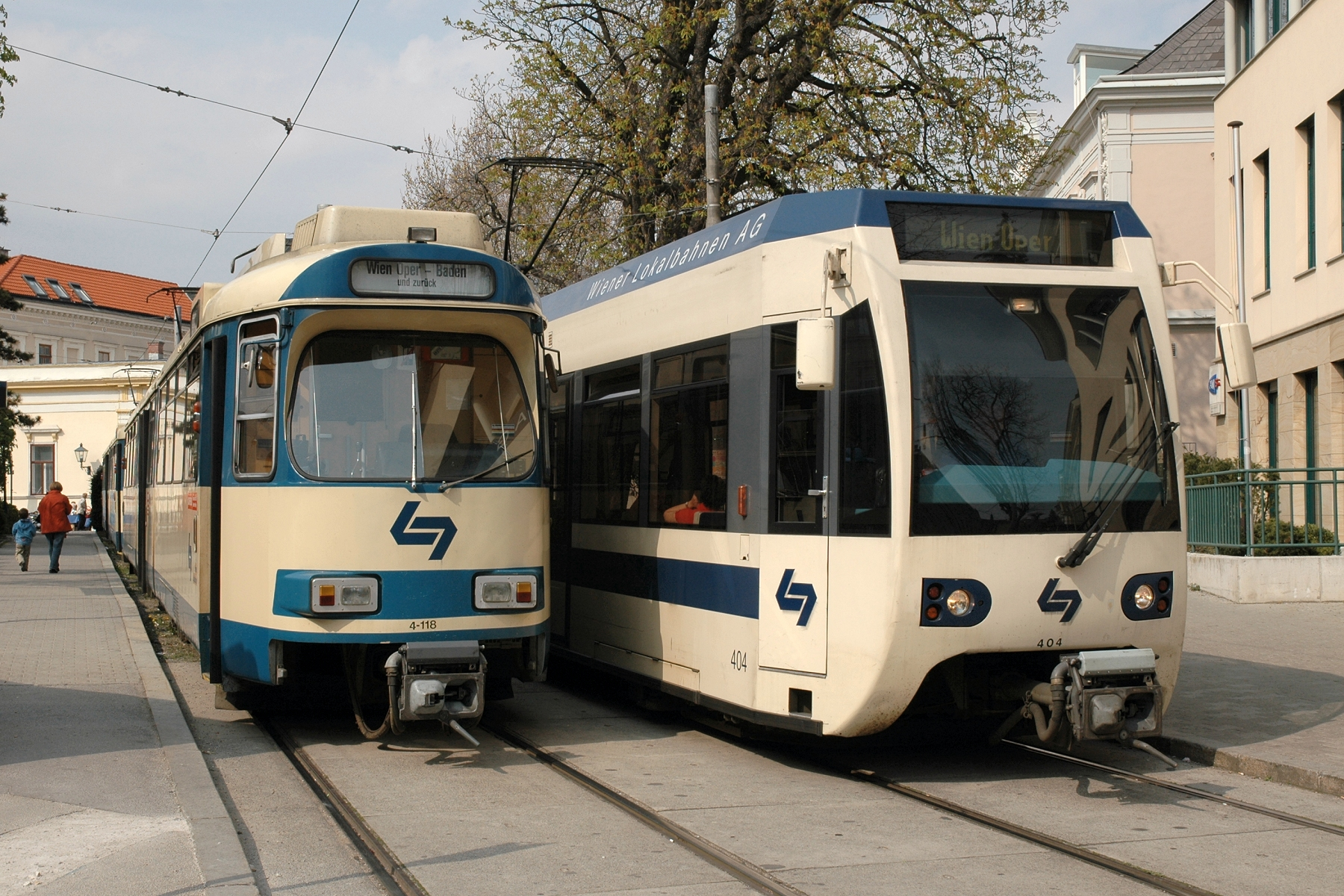
Vozy řad 100 a 400

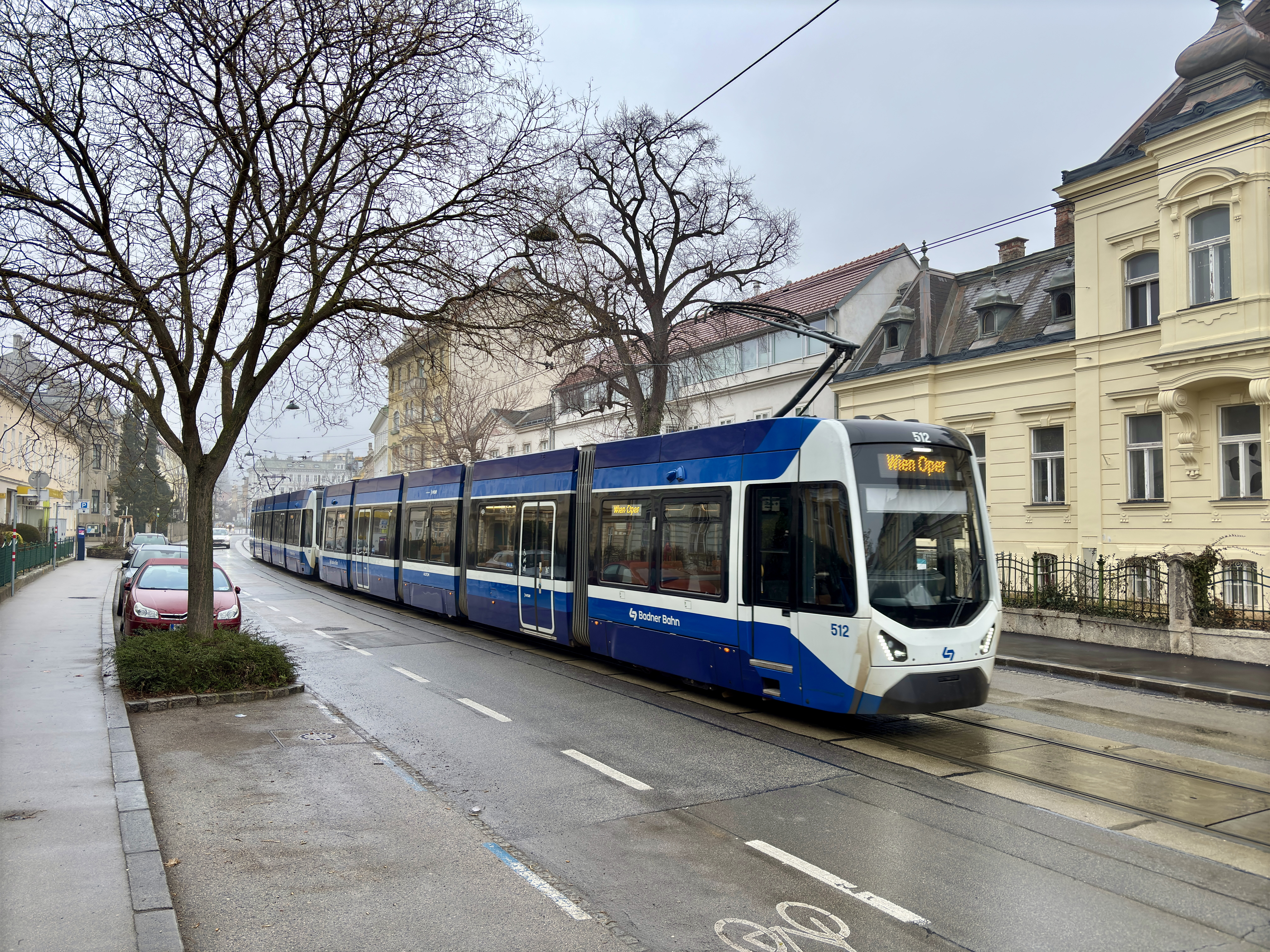
Vůz řady 500

Nejstarší částí vozového parku jsou tříčlánkové vozy WLB řady 100 vyrobené vídeňskou společností SGP (Simmering-Graz-Pauker), kterých bylo v letech 1979 až 1993 dodáno celkem 26. Pojmou 63 sedících cestujících a jejich maximální rychlost je 78 km/h. Mezi roky 2000 a 2010 dodal Bombardier 14 tříčlánkových nízkopodlažních vozů řady 400, díky kterým bylo možné zkrátit interval mezi Operou a Wiener Neudorf na polovinu. WLB 400 mají maximální rychlost 80 km/h a 70 míst k sezení. Oba typy vozů je možné provozovat samostatně, v soupravách i v kombinovaném řazení. V roce 2021 začaly dodávky pětičlánkových vozů řady 500 (Alstom Flexity), kterých bylo zakoupeno 30 kusů.

## Galerie

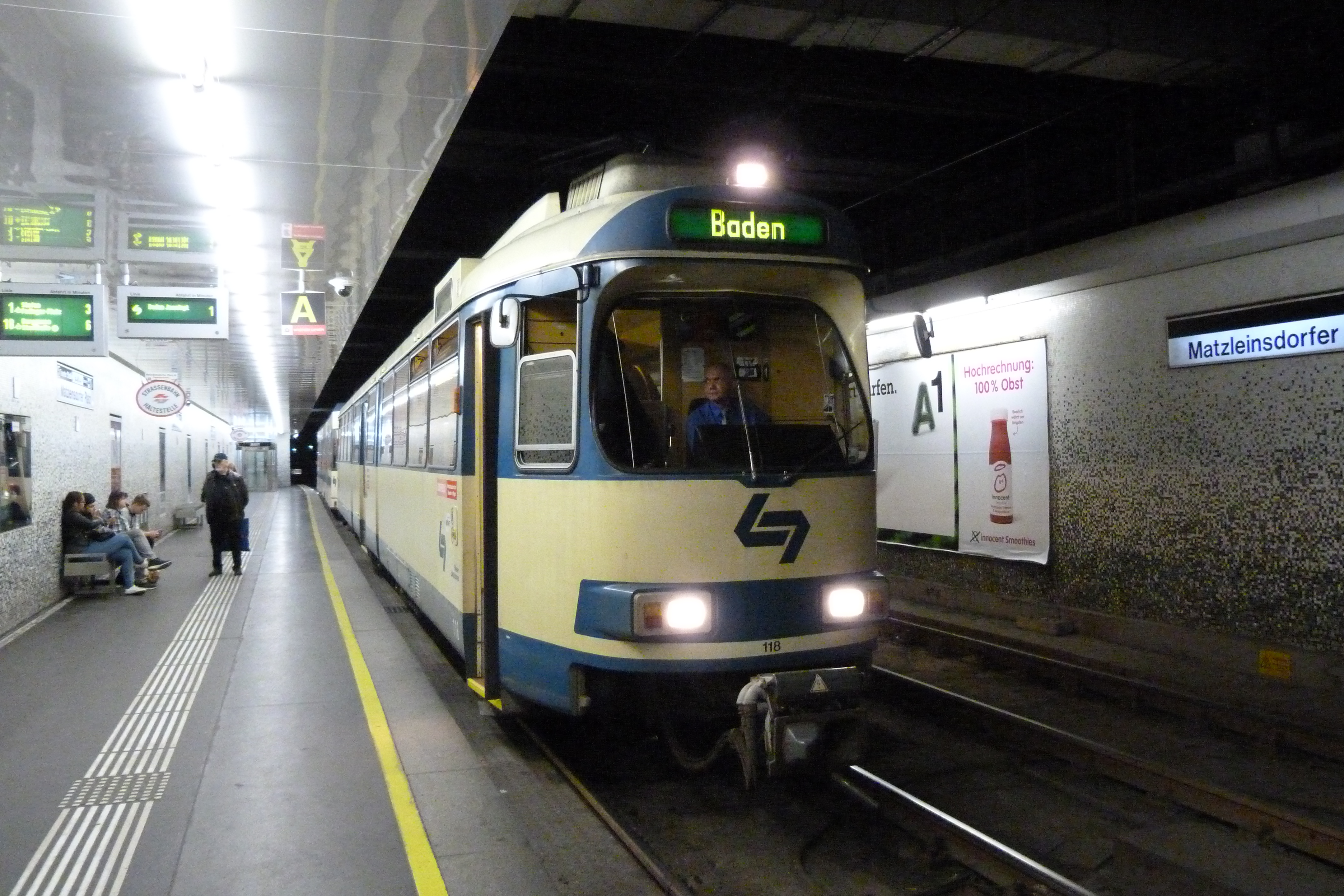
Stanice Matzleinsdorfer Platz a vůz WLB 100
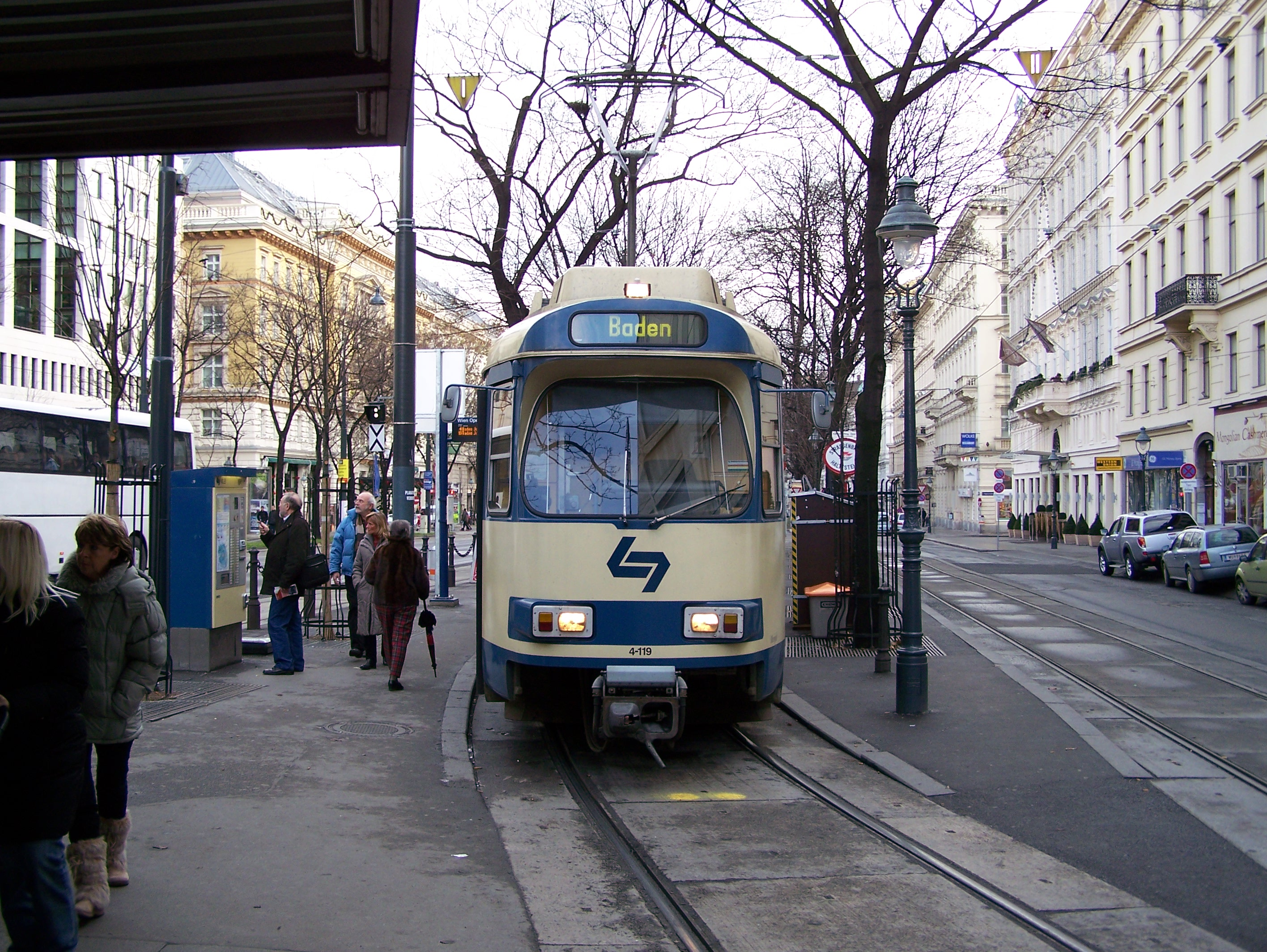
Konečná stanice Oper, Karlsplatz
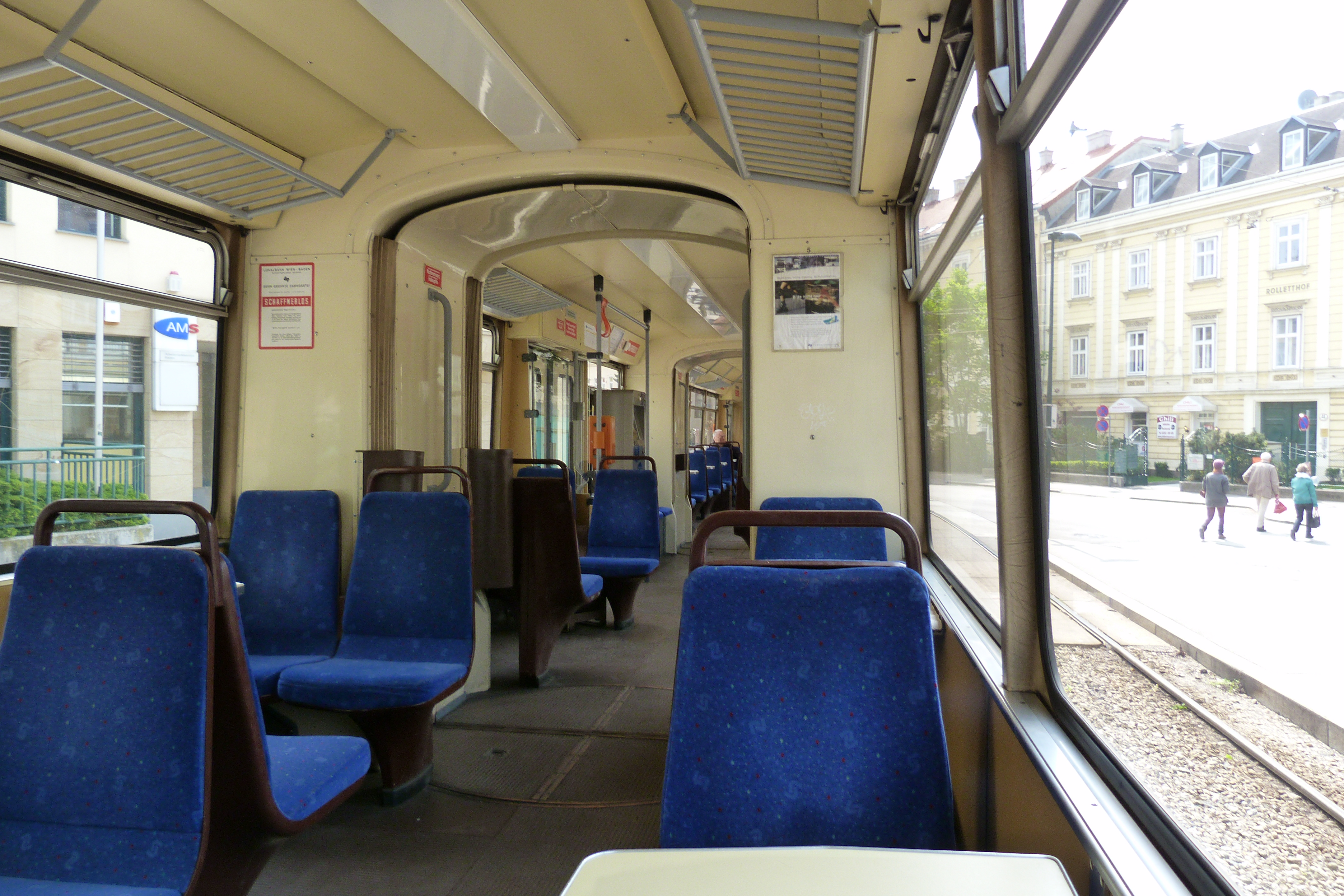
Interiér vozu WLB 100
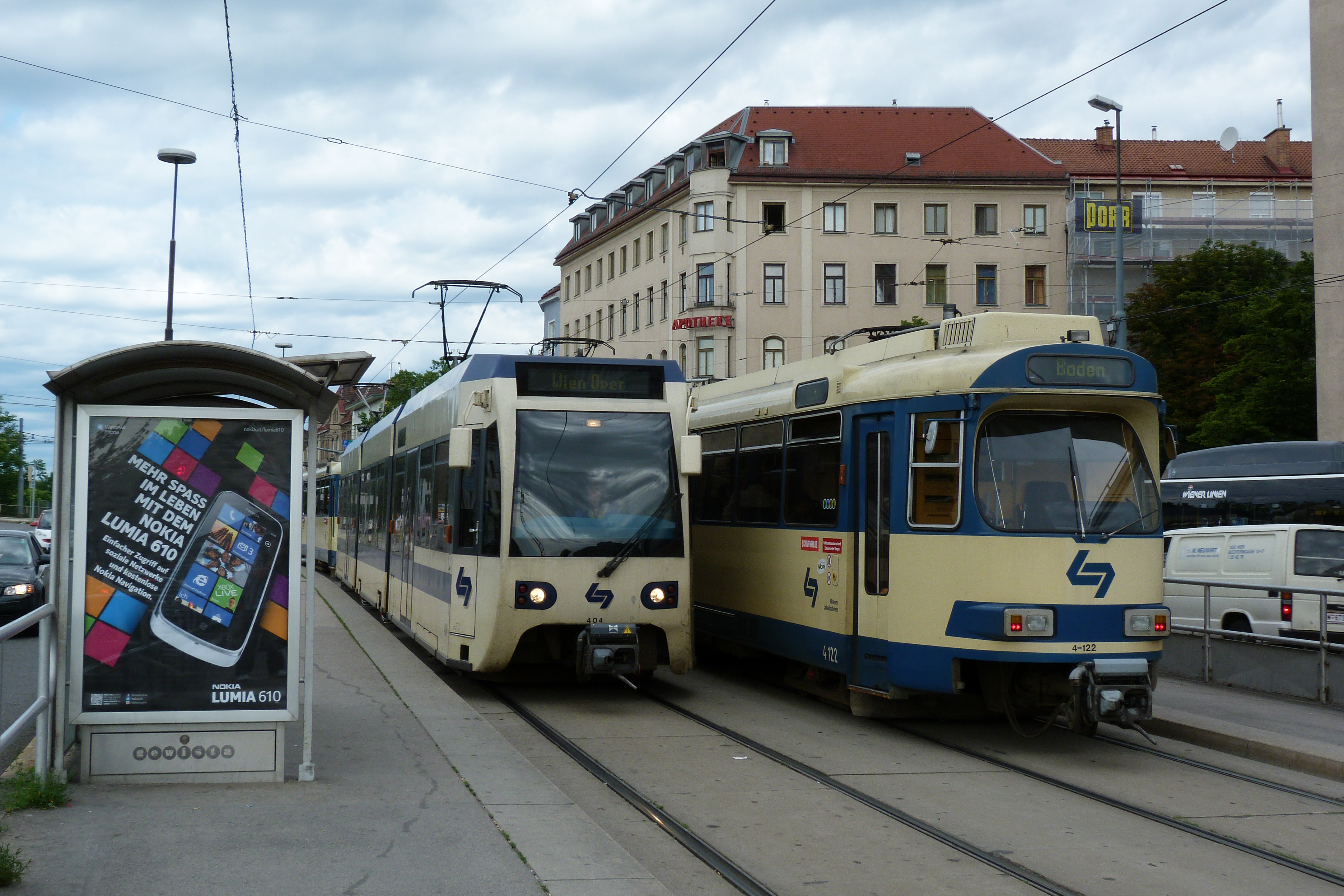
Setkání WLB 100 a WLB 400 u nádraží Wien-Meidling
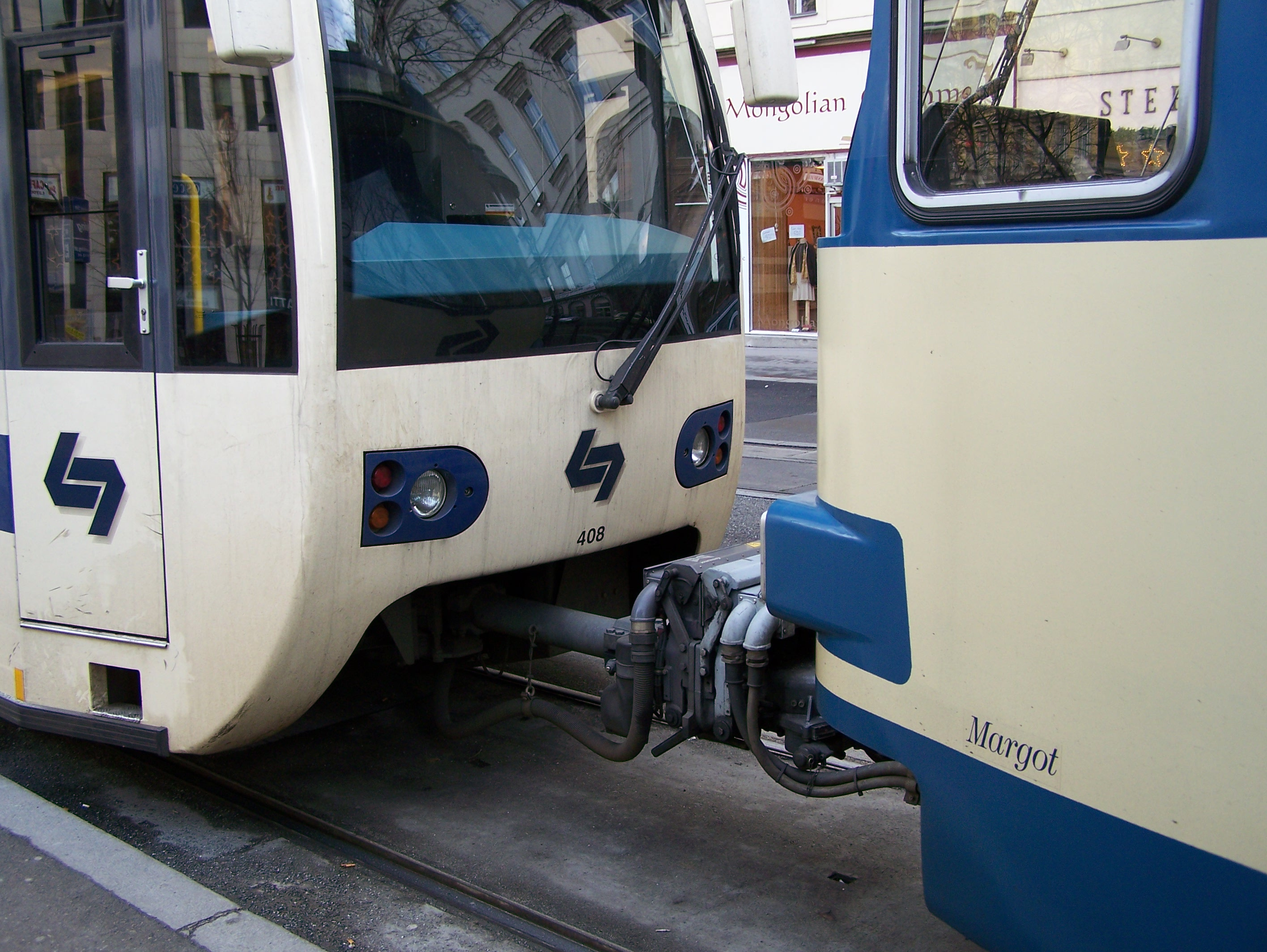
Spojené vozy WLB 100 a WLB 400
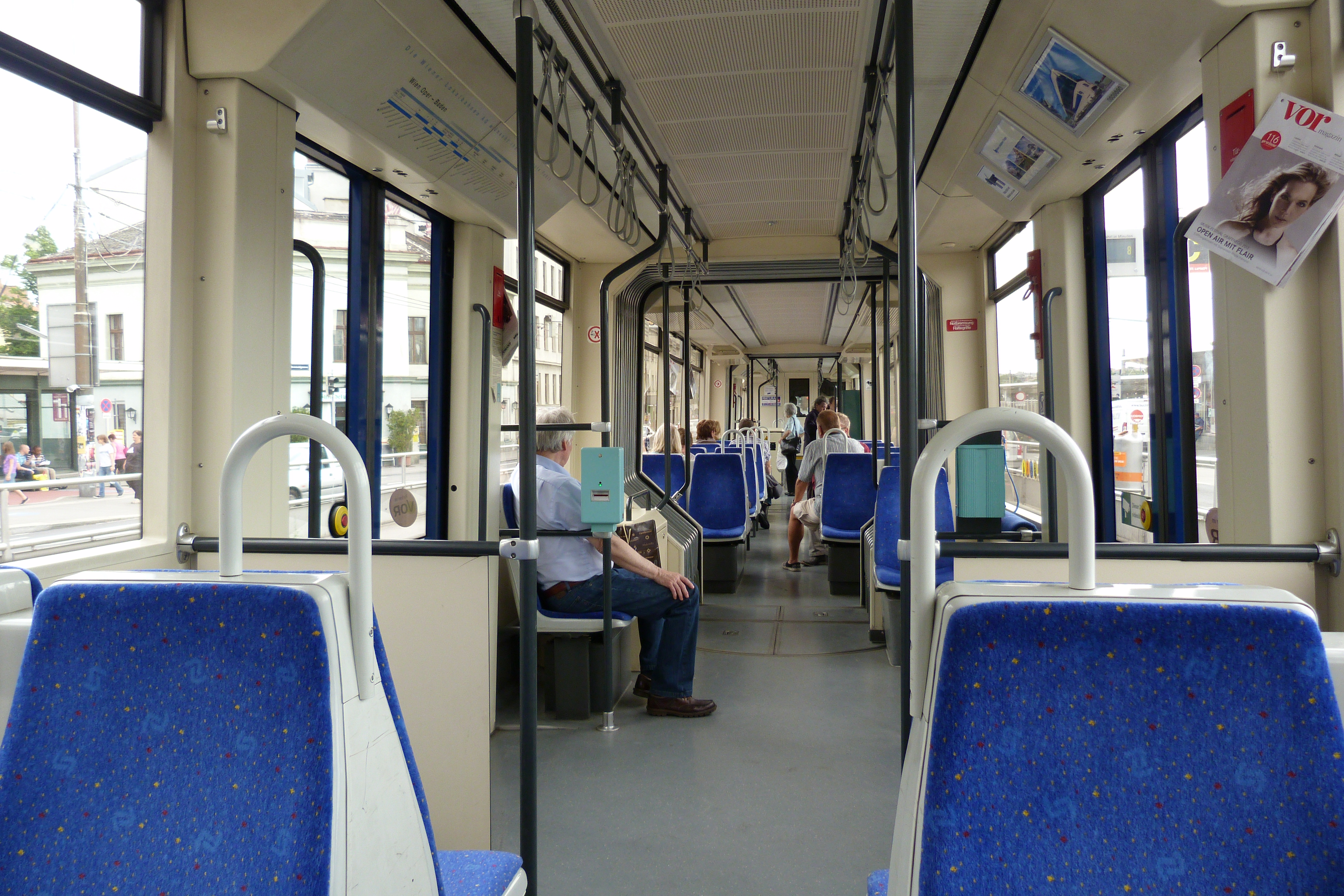
Interiér vozu WLB 400
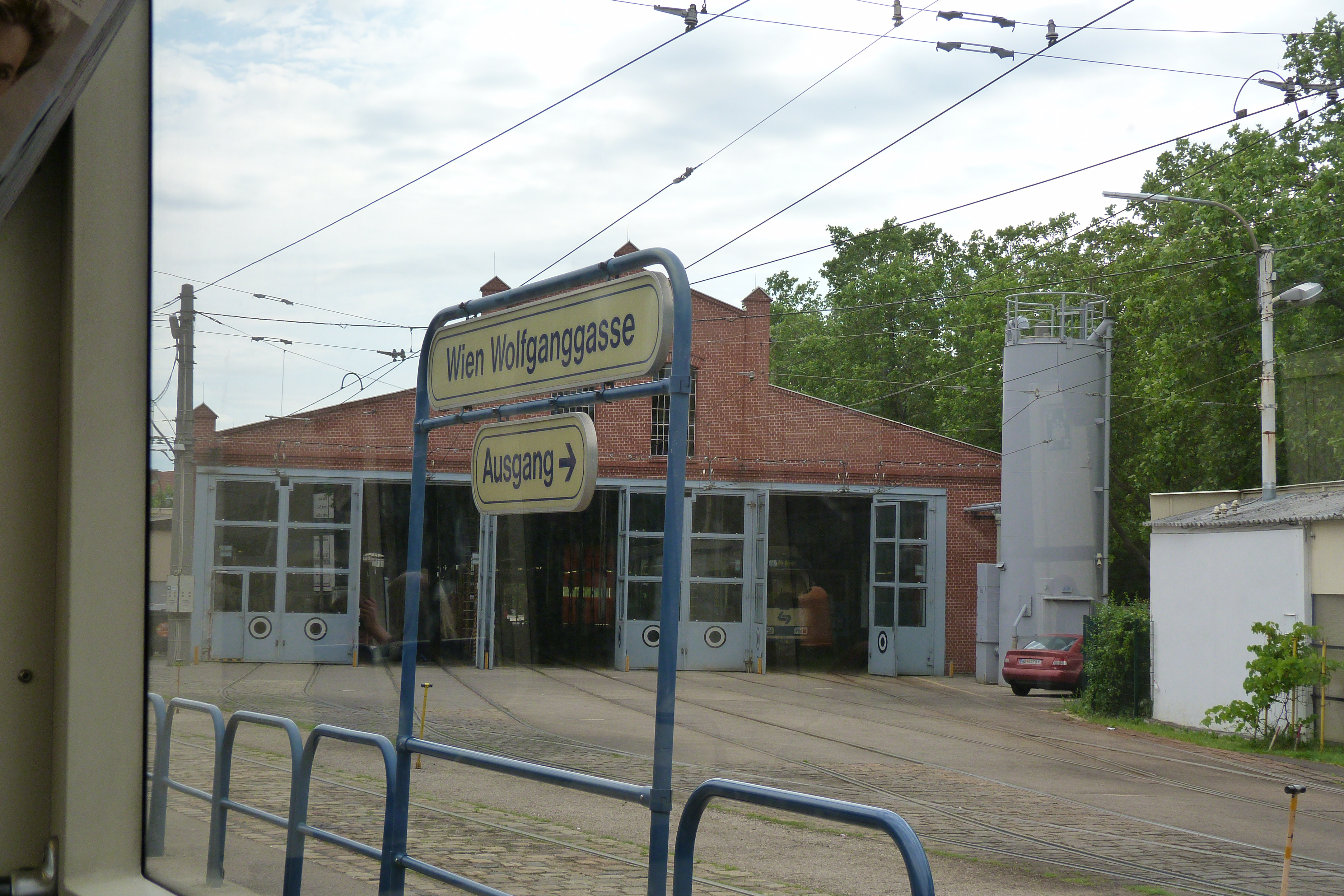
Bývalá vozovna Wolfganggasse
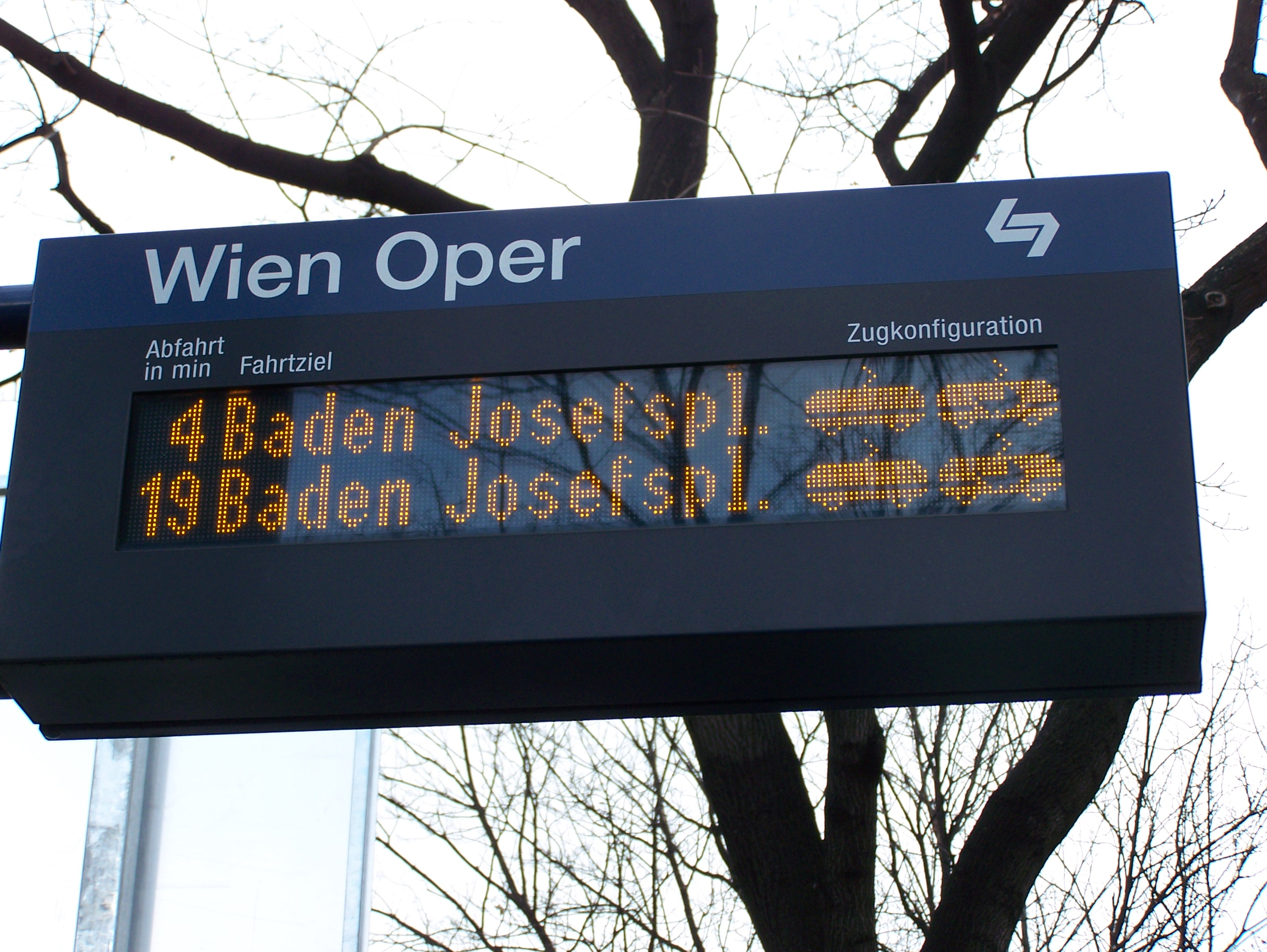
Informační systém linky WLB
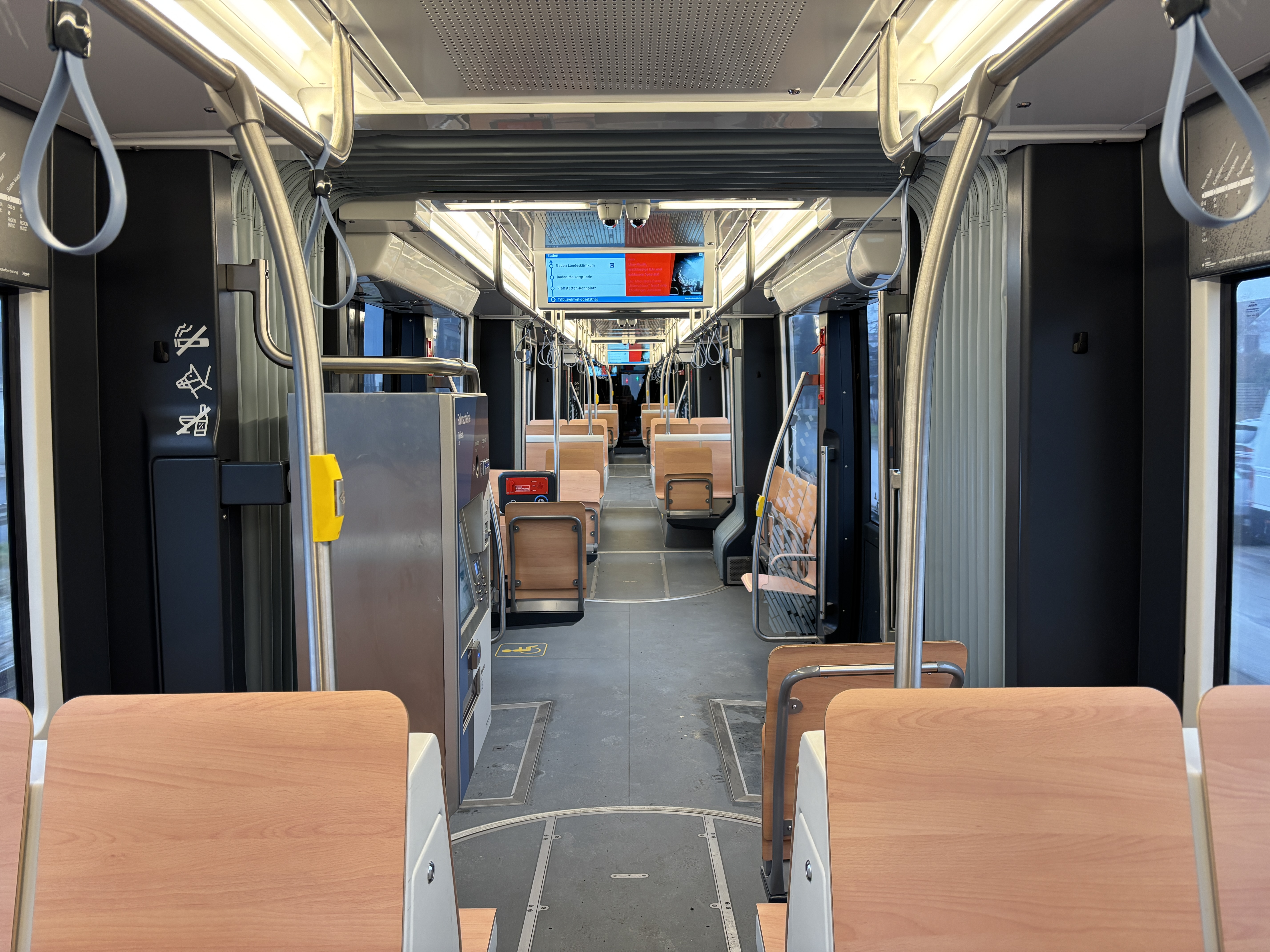
Interiér vozu WLB 500
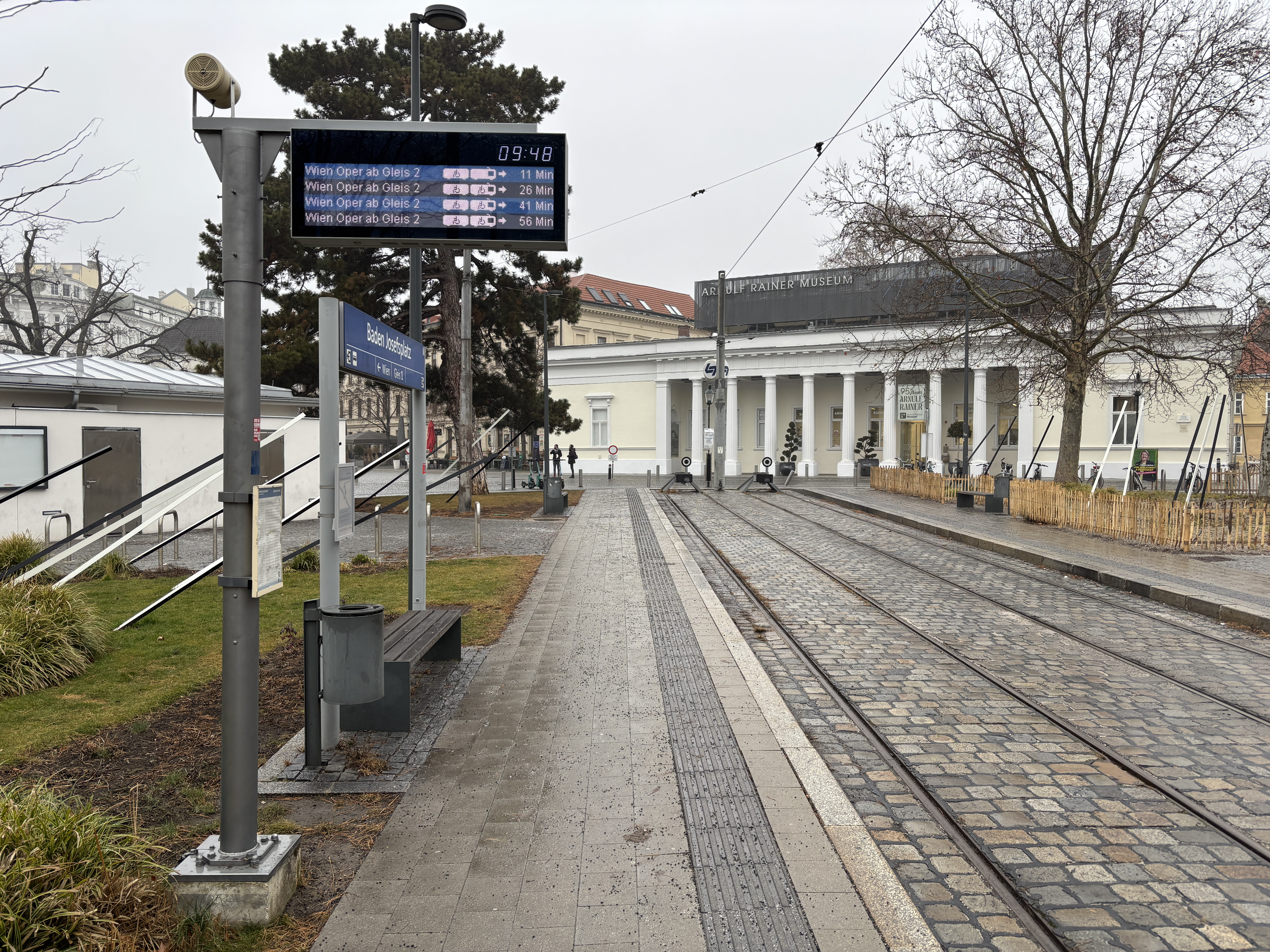
Koncová stanice Baden Josefsplatz